# Луций Сикций Дентат
Луций Сикций Дентат (на латински: Lucius Siccius Dentatus; Sicinius, 514 пр.н.е.? – 450 пр.н.е.?) е легендарен древноримски ветеран, войник, началник на отряд и политик на Римската република през 5 век пр.н.е. Наричан е римския Ахил.
Произлиза от фамилията Сицинии. Участва през 487 пр.н.е. като войник при консула Тит Сициний Сабин във войната против волските. Като войник той участвал в 120 битки и е раняван 45 пъти.
Получавал е множество награди. Според Плиний Стари той е първият, който получава най-голямата, „тревна корона“ (Corona obsidionalis graminea), която се дава на военачалник, който спасява окупираната си войска.
През 454 пр.н.е. той е народен трибун заедно с Гай Калвий Цицерон. След трибуната си той е в опозиция с децемвирите. 